# Gemeinde Izola

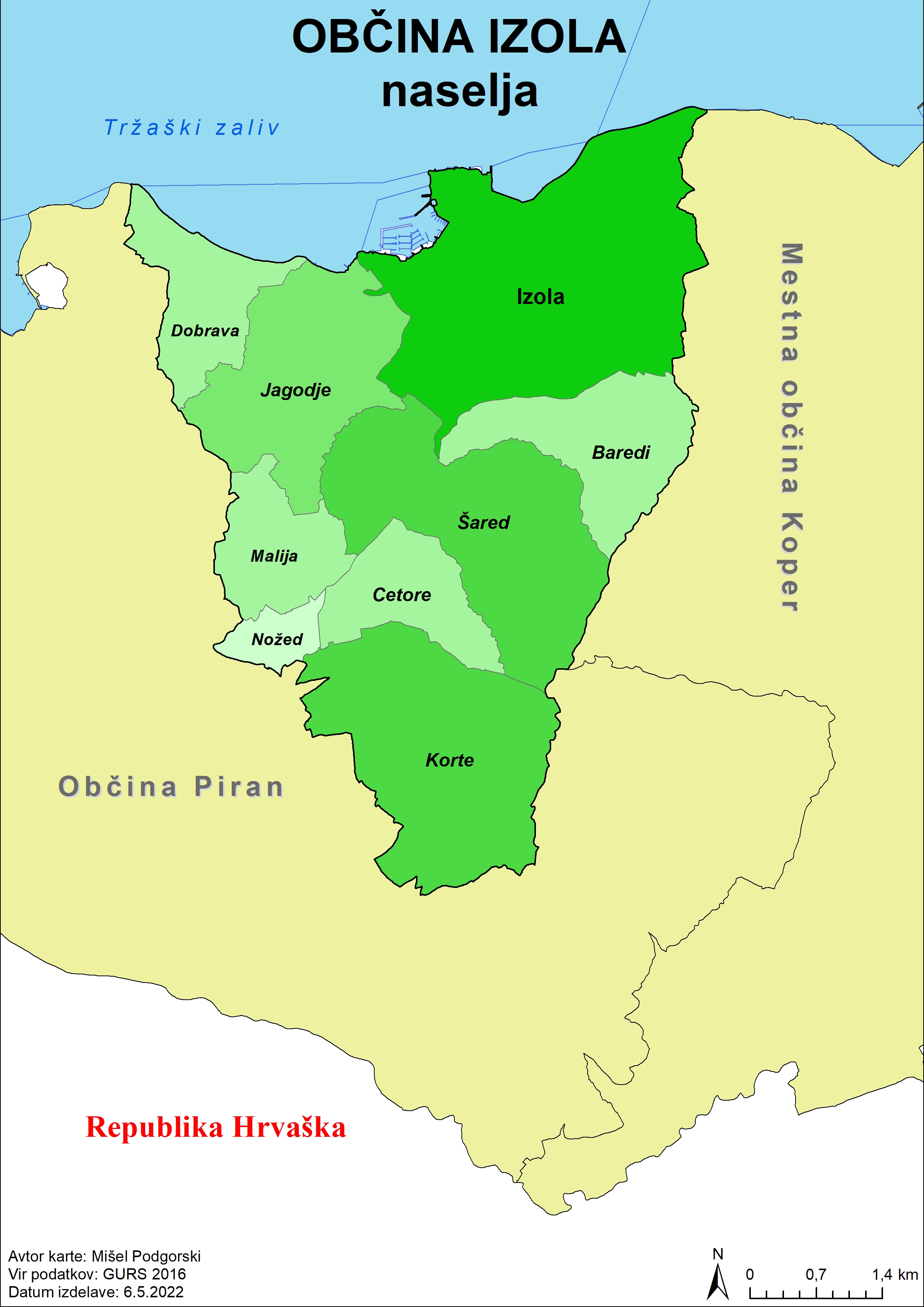
Ortschaften der Gemeinde Izola

Die Gemeinde Izola (italienisch Comune di Isola) ist eine Gemeinde an der adriatischen Küste Sloweniens in der historischen Landschaft Region Primorska (Küstenland), Region Obalno-kraška. Hauptort und Sitz der Gemeinde ist die Stadt Izola.

## Ortschaften der Gemeinde
Die Gemeinde umfasst die folgenden zehn Ortschaften:
1. Izola/Isola
2. Baredi
3. Cetore
4. Dobrava
5. Izola
6. Jagodje/Valleggia
7. Korte
8. Malija
9. Nožed
10. Šared

## Nachbargemeinden
|       | Golf von Piran                              |       |
| Piran | Kompassrose, die auf Nachbargemeinden zeigt | Koper |
|       | Piran                                       | Piran |

## Marina
Die Marina Izola ist einer von mehreren Yachthafen in der Umgebung und somit bedeutend für den Tourismus in Izola. Der Yachthafen hat Liegeplätze für 700 Boote.
Die Marina dient außerdem als Stützpunkt für Wassersportevents wie zum Beispiel den Austria Cup. Einige Regatten in Slowenien werden im Seegebiet vor der Marina Izola gesegelt.

## Sehenswürdigkeiten
- Museum der Schmalspurbahn Parenzana

## Söhne und Töchter der Stadt
- Giuseppe Perentin (1906–1981), italienischer Schwimmer
- Nino Benvenuti (1938–2025), italienischer Boxer
- Vinicio Gerin, Tapferkeitsmedaille der italienischen Kriegsmarine im Zweiten Weltkrieg
- Aleks Vlah (* 1997), Handballspieler
- Tajda Lovšin (* 1998), Volleyball- und Beachvolleyballspielerin
- Ema Hrvatin (* 2000), Handballspielerin
- Martin Pečar (* 2002), Fußballspieler